# Cueva de Tito Bustillo
La Cueva de Tito Bustillo (o El Pozu'l Ramu in asturiano) è una grotta con pitture rupestri risalenti al periodo compreso tra il 22.000 ed il 10.000 a.C., situata a Ribadesella, nelle Asturie.

## Descrizione
La grotta è decorata da dipinti preistorici scoperti da un gruppo di giovani speleologhi; i dipinti appartengono per stile e composizione alle testimonianze parietali franco-cantabriche.
Dopo un difficile accesso e un percorso di gallerie con qualche figura isolata, si apre una vasta sala la cui parete è adornata da una serie di dipinti, alcuni di 2 m di lunghezza. L'insieme è impressionante per la qualità pittorica degli animali, per il colore, dalle dominanti viola, rosso e nero, e per il numero delle raffigurazioni organizzate in pannelli.
La composizione centrale sviluppa, su una dozzina di metri di lunghezza, le consuete associazioni animali e i segni astratti tipici dell'ambito franco-cantabrico. Alla base della composizione e sul perimetro sono raffigurati dei cervi, il centro è occupato da una serie di magnifici cavalli sul quale si sovrappongono testa di bovidi.
Una renna è notevole per la finezza del contorno della testa e del collo e per le tinte nere e brune che realizzano effetti di rilievo nel pellame. L'insieme è dominato da due grandi cavalli in sequenza, uno tracciato in nero con campitura viola, l'altro, con bande parallele sulle zampe. Di fronte è presente un contorno in nero con la testa di cavallo. A queste figurazioni si aggiungono segni astratti, dipinti o incisi nella tradizione dell'arte franco-cantabrica.
In fondo alla grotta, a 500 m dalla sala dipinta, uno stretto corridoio è ornato da una serie di segni, tra cui vulve, punti e bande rosse. Numerose incisioni di cervidi in particolare completano la decorazione parietale. Le qualità tecniche dei dipinti sono notevoli: spesso i contorni sono risolti da un tratto scuro e le figure sono completate in uno o più colori, le cui gradazioni determinano il rilievo.
I dettagli sono originali, come le barre dipinte sulle zampe dei cavalli, che si riscontrano in altre grotte  spagnole come ad Altxerri. Il viola, che nell'arte franco-cantabrica non è molto usato, qui compare in numerose sfumature. La preparazione dei fondi, le raschiature e l'uso di tratti incisi finemente su dipinti indicano una certa evoluzione stilistica. Il complesso appartiene allo stile IV del Magdaleniano medio.